# یک زندگی جدید (مجموعه تلویزیونی هنگ کنگی)
یک زندگی جدید (به انگلیسی: A New Life) یک سریال تلویزیونی درام ، جنایی و اکشن هنگ کنگی محصول سال ۱۹۹۱ است که توسط کمپانی تی‌وی‌بی  با بازی دانی ین ساخته شده است. این سریال که ابتدا در خارج از کشور در تاریخ ۲۳ سپتامبر ۱۹۹۱ منتشر شد.  